# Willi Münch
Willi Münch (* 24. Dezember 1930; † 9. März 2023) war ein deutscher Beamter und Heimatkundler. Er war Leiter des Niederbergischen Museums und Kulturamtsleiter in Wülfrath sowie Autor von zahlreichen heimatgeschichtlichen Werken.

## Leben und Wirken
Münch machte zunächst die Ausbildung zum Diplom-Verwaltungswirt (FH) und war dann in der Stadtkasse Wülfrath angestellt. Danach war er im Bauverwaltungsamt und übernahm 1957 die Museumsleitung des 1913 gegründeten Niederbergischen Museums. Dort im Museum führte er die Bergische Kaffeetafel ein und ergänzte die Dauerausstellung um wichtige Details wie die Bedeutung des Kalkabbaus für Wülfrath.
Später wurde er zum Kulturamtsleiter und Leiter der Unteren Denkmalbehörde bestellt. Dabei machte er sich um die Denkmalpflege in der Stadt verdient. An der Entwicklung der Städtepartnerschaft mit der britischen Stadt Ware war er maßgeblich beteiligt.
Münch war über 50 Jahre Mitglied im Heimatbund Wülfrath und 17 Jahre dessen Vorsitzender, ab 2009 Ehrenvorsitzender. 29 Jahre war er Beiratsmitglied im Rheinischen Verein für Denkmalpflege in Köln. Auch als Beirat in der Unteren Landschaftsbehörde war Münch bestellt und fungierte dort als stellvertretender Vorsitzender.

## Künstlerische Betätigung
Münch war als Maler, Zeichner und Karikaturist künstlerisch tätig.

## Auszeichnungen und Ehrungen
- 1967: Albert-Steeger-Preis (Stipendiat) zusammen mit Nikolaus Kyll[4]
- 1990: Rheinlandtaler, für die ehrenamtliche Verdienste der wissenschaftlichen Erforschung der Heimatgeschichte[4]
- 1991: Verdienstorden der Bundesrepublik Deutschland: Verdienstkreuz am Bande[4]
- 2009: Ehrenvorsitzender des Heimatbundes Wülfrath[4]
- 2011: Ehrenring der Stadt Wülfrath[3]

## Werke
- Der niederbergische Bauernhof, Wülfrath : Niederberg. Heimatmuseum, 1965
- Niederbergische Steingaden und Wehrspeicher, Düsseldorf : Rheinland-Verl., 1967
- Die bergische Kaffeetafel, Wülfrath : Niederbergisches Heimatmuseum, 1967
- Wülfrath und das Niederbergische Museum, Neuss : Gesellschaft für Buchdruckerei, 1971
- Wie der Name Wülfrath wahrscheinlich entstanden ist, Wülfrath : Heimatbund Wülfrath e.V., 1972
- Wie der Name Wülfrath wahrscheinlich entstanden ist, Wülfrath : Heimatbund Wülfrath e.V., 1975, 2. Aufl.
- Wülfrath und das Niederbergische Museum, Neuss : Gesellschaft für Buchdruckerei, 1976, 2., verb. u. erw. Aufl.
- Von der Kleidung im rheinisch-bergischen Raum, Wülfrath : Heimatbund Wülfrath e.V., 1976
- Die Weihnachtskrippe im Niederbergischen Land, Köln : Rheinland-Verlag, 1984
- Engelbert der Heilige, Wülfrath : Heimatbund Wülfrath, 1999
- Geschichte und Geschichten rund um die Düsseler Kirchtürme, Wülfrath : Heimatbund Wülfrath, 2003
- Wülfrather Geschichtssplitter, Wülfrath : Heimatbund Wülfrath, 2009
- So lebten die alten Wülfrather, Wülfrath : Heimatbund Wülfrath, 2011

beteiligt an:
- Wülfrather Sagen und Erzählungen, Kuhs, Maria. - Wülfrath : Heimatbund Wülfrath, 1996
- Bierbrauen auf dem Hof Zur Mühlen in Wülfrath, Wülfrath : Heimatbund Wülfrath, 2001
- Ein Bauernhof verschwindet, Wülfrath : Heimatbund Wülfrath, 2007
- Eduard Dollerschell – ein bergischer Künstler, Wülfrath : Trägerverein Niederbergisches Museum, 2008